# بيت المسعدي (الحد)

تعديل مصدري - تعديل

بيت المسعدي هي إحدى قرى عزلة الحد بمديرية الحد التابعة لمحافظة لحج، بلغ تعداد سكانها 33 نسمة حسب تعداد اليمن لعام 2004.